# Harenadraco
Harenadraco — викопний рід тероподових динозаврів троодонтид з пізньокрейдяної формації Баруунгойот Монголії. Рід містить один вид, H. prima, відомий за фрагментарним скелетом. Harenadraco є першим троодонтидом, відомим із формації Баруунгойот. Оскільки члени цієї родини також відомі з формацій Немегт і Джадохта, наявність Harendraco вказує на те, що троодонтиди були важливими фауністичними компонентами кожної формації в басейні Немегт.

## Відкриття та найменування
Зразок голотипу Harenadraco, MPC-D 110/119, був виявлений у 2018 році в відкладеннях формації Baruungoyot (місцевість Hermiin Tsav) у провінції Ömnögovi, Монголія. Зразок складається з уламкового та частково зчленованого скелета, що складається з частин правої клубової кістки, кінця правої стегнової кістки та кількох кісток лівої задньої ноги, включаючи верхню частину стегнової кістки, кінець великогомілкової кістки, другий через четверта плесна і кілька фаланг стопи. Деякі неідентифіковані фрагменти кісток також пов'язані зі скелетом.
У 2024 році Лі та ін. описав Harenadraco prima як новий рід і вид троодонтидного теропода на основі цих викопних останків. Родова назва, Harenadraco, поєднує латинські слова «harena», що означає «пісок», і «draco», що означає «дракон». Конкретна назва, prima, є латинським словом, що означає «перший», посилаючись на той факт, що Harenadraco є першим троодонтидом, відомим з його геологічної формації.